# Willigis-Realschule

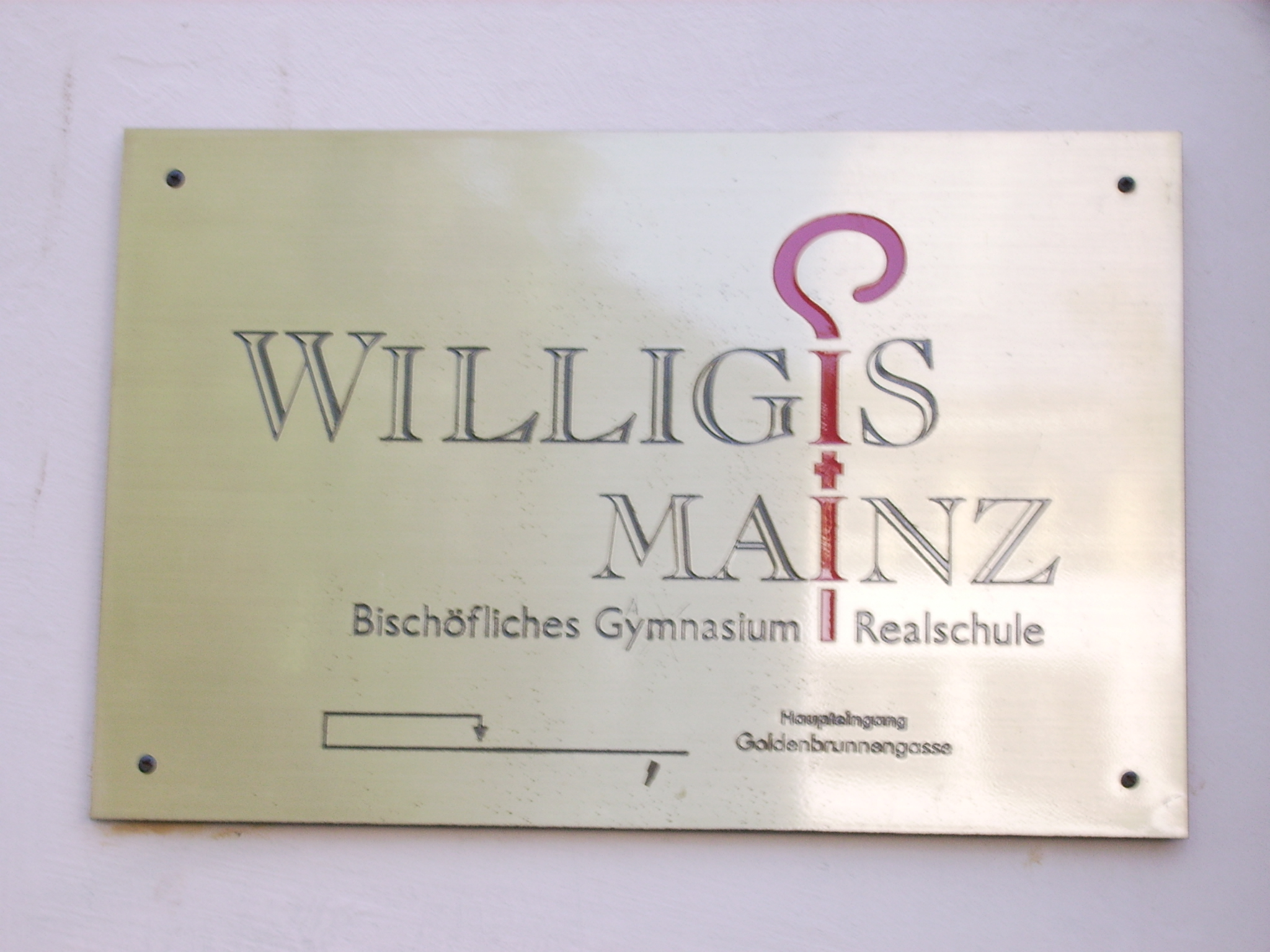
Das offizielle Logo des Willigis-Gymnasiums und der Willigis-Realschule

Die Bischöfliche Willigis Realschule ist der Realschulzweig neben dem Gymnasium im Schulverbund Bischöflichen Willigis-Gymnasium und -Realschule. Sie befindet sich am Willigisplatz in der Mainzer Altstadt. Die heutige Realschule wurde 1972 mit den ersten zwei Klassen eröffnet, nachdem 1970 die ersten Klassen in der gemeinsamen Orientierungsstufe begonnen hatten. Die koedukative Realschule hatte 2023 207 Schülerinnen und Schüler.

## Geschichte
Die Anfänge der Willigis-Schulen liegen in der St. Marienschule im Jahr 1852. Im Jahr 1901 wurde nach dem Neubau des neuen Schulgebäudes die damalige 'Realschule' ins Leben gerufen, der Realschule war die 'Bürgerschule' vorausgegangen. Die damalige Realschule war eine achtjährige Schule, die sich in drei sogenannte Vorklassen und fünf Realklassen untergliederte. 1907 wurde die sechste Realklasse die Untersekunda gegründet. Die Untersekunda war eine Klassenstufe in der die Schüler die Einjährige-Berechtigung erwerben konnten, die zum militärischen Rang eines Reserveoffiziers benötigt wurde. Dieser Schulabschluss ist heute mit der Mittleren Reife vergleichbar.
Im Jahr 1910 hatte die Schule zehn Lehrer, davon waren vier Diözesanpriester und drei Schulbrüder.
1929 begann der Aufbau der Oberstufe an der Marienschule der 1932 mit dem ersten Jahrgang der die Reifeprüfung ablegte abgeschlossen war. Damit war der Realschulbetrieb quasi in einen Gymnasialbetrieb übergegangen. Die Schule wurde 1938 unter den Nationalsozialisten geschlossen.
Die 1955 wiedereröffnete Schule (noch bis 1964 Marienschule) blieb bis zur Neugründung des Realschulbetriebs ein ausschließlich für Jungen vorbehaltenes Gymnasium.

## Schulleiter
- Herr Hoffmann (1972 bis 1996)
- Margret Fischer (1996 bis 2016)
- Rüdiger Prasuhn (seit 2018)